# Cedar Hill, Tennessee
Cedar Hill är en ort i Robertson County i delstaten Tennessee, USA.